# Матюхин, Валерий Александрович
Валерий Александрович Матю́хин (укр. Валерій Олександрович Матюхін; 12 марта 1949, Харьков — 24 мая 2023) — советский и украинский дирижёр и пианист. Народный артист Украины (2004). Лауреат Национальной премии Украины имени Тараса Шевченко (2006).

## Биография
Родился 12 марта 1949 года в Харькове (ныне Украина). В 1973 году окончил КГК имени П. И. Чайковского (класс О. Г. Холодной).
- 1975—1980 — работал в Киевском камерном оркестре на должности пианиста-клавесиниста
- 1980—1991 — солист Киевской филармонии.
- В 1977 году при СКУ создал Ансамбль камерной музыки, который с 1989 года стал именоваться Ансамблем солистов «Киевская камерата». В 2000 году коллективу был присвоен статус «Национального».
- В 2017 году возглавил жюри Всеукраинской открытой музыкальной олимпиады «Голос Країни».

Под его руководством состоялось большое количество премьерных исполнений произведений украинских композиторов-современников: З. Алмаши, Я. Верещагина, Г. Гаврилец, Ю. А. Гомельской, В. С. Губаренко, В. Загорцева, С. Зажитько, В. Д. Зубицкого, Ю. Ищенко, И. Ф. Карабица, А. Кивы, И. Кирилиной, Д. Д. Киценко https://esu.com.ua/article-6670, А. Левковича, С. Ю. Пилютикова, В. В. Полевой, В. В. Сильвестрова, М. М. Скорика, Е. Ф. Станковича, К. С. Цепколенко, И. В. Щербакова и других.
Скончался 24 мая 2023 года на 75-м году жизни.

## Награды и премии
- Орден Дружбы (26 июля 2008 года, Россия) — за большой вклад в укрепление российско-украинских культурных связей, активную деятельность по сохранению и развитию русской культуры[4].
- Народный артист Украины (8 ноября 2004 года) — за значительные личные заслуги в социально-экономическом и культурном развитии Украины, весомые достижения в профессиональной деятельности и многолетний добросовестный труд[5].
- Заслуженный деятель искусств Украинской ССР (1987).
- Национальная премия Украины имени Тараса Шевченко (7 марта 2006 года) — за музыкально-художественный проект «Музыка от старинных времён до современности»[6].
- Республиканская премия ЛКСМУ имени Николая Островского (1986).